# Andreas Bruus
Andreas Bruus (Greve, 16 gennaio 1999) è un calciatore danese, attaccante dell'Aalborg in prestito dal Troyes.

## Caratteristiche tecniche
È un'ala destra.

## Carriera
Cresciuto nel settore giovanile del Brøndby, ha esordito in prima squadra il 10 dicembre 2017 in occasione dell'incontro di Superligaen pareggiato 2-2 contro l'Aarhus. Nel 2018 è stato ceduto in prestito al Roskilde per una stagione, dove ha segnato 4 reti in 20 presenze nella seconda divisione danese.
Il 18 luglio 2022 viene acquistato dal Troyes.

## Statistiche

### Presenze e reti nei club
Statistiche aggiornate al 29 novembre 2024.
| Stagione        | Squadra         | Campionato      | Campionato | Campionato | Coppe nazionali | Coppe nazionali | Coppe nazionali | Coppe continentali | Coppe continentali | Coppe continentali | Altre coppe | Altre coppe | Altre coppe | Totale | Totale | Totale |
| Stagione        | Squadra         | Comp            | Pres       | Reti       | Comp            | Pres            | Reti            | Comp               | Pres               | Reti               | Comp        | Pres        | Reti        | Pres   | Reti   |        |
| --------------- | --------------- | --------------- | ---------- | ---------- | --------------- | --------------- | --------------- | ------------------ | ------------------ | ------------------ | ----------- | ----------- | ----------- | ------ | ------ | ------ |
| 2017-2018       | Brøndby         | SL              | 4          | 0          | CD              | 0               | 0               | -                  | -                  | -                  | -           | -           | -           | 4      | 0      |        |
| 2018-2019       | Roskilde        | 1D              | 20         | 4          | CD              | 2               | 0               | -                  | -                  | -                  | -           | -           | -           | 22     | 4      |        |
| 2019-2020       | Brøndby         | SL              | 12         | 0          | CD              | 0               | 0               | UEL                | 0                  | 0                  | -           | -           | -           | 12     | 0      |        |
| 2020-2021       | Brøndby         | SL              | 28         | 1          | CD              | 2               | 0               | -                  | -                  | -                  | -           | -           | -           | 30     | 1      |        |
| 2021-2022       | Brøndby         | SL              | 29         | 3          | CD              | 3               | 0               | UCL+UEL            | 2+5                | 0                  | -           | -           | -           | 39     | 3      |        |
| Totale Brøndby  | Totale Brøndby  | Totale Brøndby  | 73         | 4          |                 | 5               | 0               |                    | 7                  | 0                  |             | -           | -           | 85     | 4      |        |
| 2022-2023       | Troyes          | L1              | 27         | 0          | CF              | 0               | 0               | -                  | -                  | -                  | -           | -           | -           | 27     | 0      |        |
| 2023-2024       | Troyes          | L2              | 12         | 1          | CF              | 1               | 0               | -                  | -                  | -                  | -           | -           | -           | 13     | 1      |        |
| ago. 2024       | Troyes          | L2              | 2          | 0          | CF              | -               | -               | -                  | -                  | -                  | -           | -           | -           | 2      | 0      |        |
| Totale Troyes   | Totale Troyes   | Totale Troyes   | 41         | 1          |                 | 1               | 0               |                    | -                  | -                  |             | -           | -           | 42     | 1      |        |
| 2024-2025       | Aalborg         | SL              | 10         | 0          | CD              | 4               | 0               | -                  | -                  | -                  | -           | -           | -           | 14     | 0      |        |
| Totale carriera | Totale carriera | Totale carriera | 144        | 9          |                 | 12              | 0               |                    | 7                  | 0                  |             | -           | -           | 163    | 9      |        |

## Palmarès

### Club

#### Competizioni nazionali
- Coppa di Danimarca: 1

Brøndby: 2017-2018
- Campionato danese: 1

Brøndby: 2020-2021